# 합스부르크 (스위스)
합스부르크는 스위스의 도시이다. 합스부르크 왕가의 발원지이기도 하다. 현재 매우 적은 인구가 살고있다.

## 인구
| 연도 | 인구 | ±%     |
| ---- | ---- | ------ |
| 1798 | 98   | —      |
| 1850 | 176  | +79.6% |
| 1900 | 144  | −18.2% |
| 1950 | 133  | −7.6%  |
| 1960 | 126  | −5.3%  |
| 1975 | 227  | +80.2% |
| 1980 | 254  | +11.9% |
| 1990 | 327  | +28.7% |
| 2000 | 368  | +12.5% |

## 합스부르크 가문과의 관계

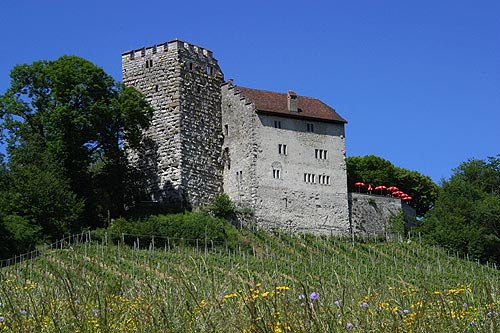
합스부르크성

합스부르크 백작 라드보트는 이 곳에 합스부르크성을 세운 뒤, 가문의 이름을 합스부르크라고 정하였으며, 이후 스위스 연방이 신성 로마 제국으로부터 독립해나간 뒤에도, 합스부르크 왕가의 수장들은 합스부르크 백작의 타이틀을 계속 사용하였다.